# Phacelia ixodes
Phacelia ixodes är en strävbladig växtart som beskrevs av Albert Kellogg. Phacelia ixodes ingår i Faceliasläktet som ingår i familjen strävbladiga växter. Inga underarter finns listade i Catalogue of Life.